# Maclura africana
Maclura africana, grm ili stabalce iz porodice Moraceae. Rasprostranjeno je od Kenije do Južnoafričke Republike i Madagaskara. Raste od razine mora pa do najviše 1 000 metara visine

## Opis
Može se javiti kao bodljikavi grm, malo razgranato stabalce s dugim slabim granama ili penjačica, do sedam metara visine.

## Uporaba
Iz divljine se lokalno koristi zbog dobivanja boje.

## Sinonimi
- Cardiogyne africana Bureau
- Milicia spinosa Sim

## Vanjske poveznice
- Flora of Zimbabwe

|  | Zajednički poslužitelj ima još gradiva o temi Maclura africana |
|  | Wikivrste imaju podatke o taksonu Maclura africana             |